# Ambroise Richard
Pour les articles homonymes, voir Richard.
Ambroise David Richard, né le 5 février 1850 à Memramcook au Nouveau-Brunswick, est un avocat, homme d'affaires et homme politique canadien.

## Biographie
Ambroise David Richard est né en 1850 au Nouveau-Brunswick. Son père est David Richard et sa mère est Julie Ouellette. Il étudie au Collège Saint-Joseph de Memramcook, au Collège St. Dunstan's de Charlottetown, et à l'Université de Boston. Il épouse Lizzie V. Holt le 1er octobre 1884.
Il est député de Westmorland à l'Assemblée législative du Nouveau-Brunswick de 1895 à 1899 en tant que conservateur. Il est aussi conseiller municipal du comté de Westmorland.